# Gyllenhaleus feae
Gyllenhaleus feae is een keversoort uit de familie bladkevers (Chrysomelidae). De wetenschappelijke naam van de soort werd in 1904 gepubliceerd door Raffaello Gestro.